# Nature Food
Nature Food è una rivista scientifica mensile di scienze dell'alimentazione, sottoposta a revisione paritaria e pubblicata dalla Nature Portfolio. È stata fondata nel 2020. La caporedattrice è Anne Mullen.

## Indicizzazione
Gli abstract e gli articoli della rivista sono indicizzati da:
- Science Citation Index Expanded[3]
- Scopus[4]

Secondo il Journal Citation Reports, nel 2024 Nature Fod ha avuto un fattore di impatto pari a 21.4, posizionandosi al primo posto fra le riviste censite nella categoria "Scienze e tecnologie del'alimentazione".